# Casal de Cabrera-Urgell
El Casal de Cabrera-Urgell fou una branca menor de la Casa de Cabrera que s'apoderà del comtat d'Urgell.
El Casal de Cabrera al llarg de la seva història s'ha anat dividint i creant diferents branques. En un primer exemple, la línia troncal dels vescomtes de Cabrera només és una línia directa, implicant a l'hereu del casal, fins a Guerau IV de Cabrera. Essent aquest comte intrús al comtat d'Urgell, va dividir els seus títols, passant el títol de comte d'Urgell i de vescomte d'Àger al seu primogènit, Ponç IV de Cabrera (conegut com a Ponç I d'Urgell), i reservà el títol de vescomte de Cabrera per al fill segon, Guerau V de Cabrera. És aquest un acte inequívoc de la importància que relativa del vescomtat de Cabrera, enfront de títols majors, com ara el de comte d'Urgell, i de com els interessos familiars s'havien apartat dels orígens territorials de la família.
Així doncs el Casal de Cabrera-Urgell és creà amb Ponç IV de Cabrera a l'esdevenir comte d'Urgell.

## Origen dels Cabrera
El llinatge s'originà, probablement, al castell de Cabrera, avui desaparegut i que estava situat a l'Esquirol, al Cabrerès (Osona). El primer senyor documentat del castell de Cabrera és Gausfred de Cabrera, l'any 1002. El seu fill Guerau I de Cabrera es va casar amb Ermessenda de Montsoriu, filla del vescomte de Girona Amat de Montsoriu. D'aquesta manera, el llinatge dels Cabrera va passar a dominar el vescomtat de Girona, anomenat abans vescomtat dels Montsoriu i a partir d'aleshores vescomtat dels Cabrera. Entrant en el camp de la llegenda, Boades recull la llegenda d'un tal Arbat de Cabrera, company d'armes d'Otger Cataló. I Feliu de la Penya pren de Camós la llegenda de la fundació del Santuari de la Verge del Coll, el 765 per Benet de Cabrera, martell dels sarraïns.

## Escut d'Armes
En camp d'or, una cabra passant de sable i bordura de sable. L'escut d'armes dels Cabrera es troba present en l'heràldica de diversos municipis de la comarca de la Selva, pertanyents a l'antic vescomtat de Cabrera, com ara Anglès, Breda, la Cellera de Ter, Maçanet de la Selva, Osor, Sils i Vidreres, i Sant Celoni al Vallès Oriental.
Si observem els dos escuts, veiem que l'Escut dels Cabrera-Urgell és la fusió de l'escut de Cabrera i l'escut i bandera d'Urgell.
| Escut de Cabrera-Urgell | Escut de Cabrera | Bandera del comtat d'Urgell |
| ----------------------- | ---------------- | --------------------------- |
|                         |                  |                             |

## Comtes del Casal d'Aragó-Urgell[4]
| Nom              | Període      | Relació                                      | Mort i Sepultura | Nota | Escut del Casal de Cabrera-Urgell |
| ---------------- | ------------ | -------------------------------------------- | --- | --- | --------------------------------- |
| Guerau IV        | 1209-1228    | Net d'Ermengol VII i cosí segon d'Aurembiaix | Enterrat a l'Església de Bellpuig de les Avellanes, en un lloc il·localitzable                                                           | Disputa el comtat a Aurembiaix per la qüestió successòria masculina. Fou un comte intrús |                                   |
| Ponç IV          | 1228/36-1243 | Fill de l'anterior.                          | | El 1236 Jaume I li reconeix el títol comtal. |                                   |
| Ermengol IX      | 1243         | Fill de l'anterior                           | Enterrat originàriament a Santa Maria de Castelló de Farfanya fou saquejat vergonyosament el 1975 al museu The Cloisters de Nova York    | |                                   |
| Àlvar I          | 1243-1268    | Germà de l'anterior                          | Ell i la seva esposa foren enterrats a Bellpuig de les Avellanes o potser a Foix més tard traslladat al museu The Cloisters de Nova York | Fou protector de Bellpuig de les Avellanes. Seguint la tradició del llinatge afavorí el monestir de Poblet |                                   |
| Ermengol X       | 1268-1314    | Fill de l'anterior                           | Enterrat originàriament a Bellpuig de les Avellanes més tard traslladat al museu The Cloisters de Nova York                              | Abans de morir sense descendents, deixà hereu el segon fill del rei Jaume II, Alfons, amb la condició que es casés amb la seva besneboda Teresa d'Entença, hereva legítima del comtat. Amb la seva mort, s'acaba la casa de Cabrera. |                                   |
| Casa d'Entença   |              |                                              | | |                                   |
| Teresa d'Entença | 1314-1327    | Neboda de l'anterior                         | Fou soterrada al convent dels framenors de Saragossa                                                                                     | Morí prematurament (26 anys) de sobrepart del seu darrer fill, Sanç. Llavors el comtat passa al seu marit Alfons (Amb el condicionant que el passes al seu segon fill, Jaume i no s'integrés a la corona)                            |                                   |

### Mort sense descendència d'Ermengol X
Es casà amb Sibil·la de Montcada, filla d'en Pere I de Montcada i de na Sibil·la d'Abarca. Sibil·la era filla del senescal Pere, i germana de Constança de Montcada, que s'havia casat amb el comte Àlvar d'Urgell.
Abans de morir sense descendents, deixà hereu el segon fill del rei Jaume II, Alfons, amb la condició que es casés amb la seva besneboda Teresa d'Entença, hereva legítima del comtat. Amb la seva mort, s'acaba la casa de Cabrera.

### Casa d'Entença
Teresa d'Entença, filla de Constança d'Antilló i de Gombau d'Entença, va heretar de la seva mare el comtat d'Urgell, el vescomtat d'Àger i la baronia d'Antilló, i del seu pare, la baronia d'Alcoletge i la baronia d'Entença. El seu matrimoni amb l'infant Alfons, segon fill de Jaume II d'Aragó, formava part de l'acord pactat entre aquest i Ermengol X d'Urgell per a la cessió del comtat d'Urgell a la corona, pel preu de cent mil sous jaquesos.

## Altres línies del Casal de Cabrera-Urgell
Quan els diversos comtes mencionats anteriorment tenien més d'un fill (és a dir, el que no heretava el comtat), aquest també era de la mateixa dinastia. En foren alguns rellevants:
- Fills d'Àlvar I d'Urgell:
  - Elionor de Cabrera-Urgell, casada amb Sanxo d'Antillón
  - Ermengol X d'Urgell, darrer comte de la casa Cabrera d'Urgell
  - Àlvar II d'Àger, vescomte d'Àger
  - Cecília de Cabrera-Urgell, casada amb Jofre IV de Rocabertí